# Liste der Brücken über die Dranse
Die Liste der Brücken über die Dranse enthält die Brücken der Dranse im Kanton Wallis in der Schweiz, vom Zusammenfluss von Dranse de Bagnes und Dranse d’Entremont bei Sembrancher bis zur Mündung bei Martigny in die Rhone.

## Brückenliste
37 Brücken und Stege überqueren den Fluss: 16 Strassen-, 10 Fussgänger-, sechs Eisenbahn-, drei Rohrleitungs- und zwei Feldwegbrücken.
| Bild | Name                                          | Ort(e)                           | Lage | Funktion                                                                                                | Konstruktion                           | Material    | Länge in m | Höhe m ü. M. | Bemerkungen |
| ---- | --------------------------------------------- | -------------------------------- | ---- | --- | -------------------------------------- | ----------- | ---------- | ------------ | --- |
|      | Rohrleitungsbrücke                            | Sembrancher − Vollèges           |      | Rohrleitungsbrücke                                                                                      | Balkenbrücke                           | Stahl       | 30         | 711          | |
|      | Route de la Vallée-Brücke                     | Sembrancher − Vollèges           |      | Strassenbrücke (dreispurig) 205                                                                         | Balkenbrücke                           | Beton       | 115        | 706          | - Die Brücke wurde 1983 erbaut. - Überholen verboten - Höchstgeschwindigkeit 60 km/h - TMR-Buslinien 241 (Sembrancher – Vens) und 242 (Sembrancher – Levron) |
|      | Bagnes-Brücke                                 | Sembrancher − Vollèges           |      | Strassenbrücke (einspurig)                                                                              | Bogenbrücke                            | Stein       | 23         | 705          | - Die Brücke ist im Inventar historischer Verkehrswege der Schweiz (IVS) erwähnt. - Höchstgeschwindigkeit 50 km/h - Wanderweg |
|      | TMR-Viadukt                                   | Sembrancher − Vollèges           |      | Eisenbahnbrücke (eingleisig)                                                                            | Bogenbrücke mit obenliegender Fahrbahn | Beton       | 354        | 701          | - Die Brücke wurde 1953 eröffnet. - Das Viadukt ist ein Kulturgut von regionaler Bedeutung. - Bahnstrecke Sembrancher–Le Châble - Das Bauwerk überquert auch die Hauptstrasse 21 und zwei Lokalstrassen. |
|      | L'Ile-Brücke                                  | Sembrancher − Vollèges           |      | Strassenbrücke (einspurig)                                                                              | Schrägseilbrücke                       | Stahl       | 33         | 696          | - Die Brücke wurde 2015 erbaut. - Sackgasse - Maximale Tragfähigkeit: 3,5 t - Höchstbreite: 2,4 m - Höchstgeschwindigkeit 30 km/h - Wanderweg |
|      | Brücke bei Les Trappistes                     | Sembrancher − Vollèges           |      | Fussgängerbrücke                                                                                        | Buckelbrücke                           | Holz Stahl  | 40         | 686          | - Die Brücke wurde 2020 erbaut. - Wanderweg |
|      | Trappistes-Brücke (Route du Grand-St-Bernard) | Sembrancher − Vollèges           |      | Strassenbrücke (zweispurig) N21                                                                         | Balkenbrücke                           | Beton       | 27         | 686          | - Die Brücke wurde 2023/24 renoviert. - Höchstgeschwindigkeit 80 km/h - TMR-Buslinie 211 (Martigny – Aosta) |
|      | Alte Trappistes-Brücke                        | Sembrancher − Vollèges           |      | Strassenbrücke (zweispurig) mit Rohrleitung an der Brückenwand                                          | Bogenbrücke                            | Stein       | 33         | 684          | - Die Brücke wurde 1937 erbaut. |
|      | Staudamm-Brücke                               | Sembrancher − Vens (Sembrancher) |      | Wehrsteg                                                                                                | Balkenbrücke                           | Stahl       | 33         | 682          | |
|      | PS TMR Trappistes-Brücke                      | Sembrancher − Vens (Sembrancher) |      | Eisenbahnbrücke (eingleisig)                                                                            | Balkenbrücke                           | Stahl       | 167        | 679          | - Die Brücke wurde 1977 erbaut. - Das Bauwerk überquert auch die Hauptstrasse 21. - Höchstgeschwindigkeit 60 km/h - Bahnstrecke Sembrancher–Orsières |
|      | Brücke bei La Pierre à Gargantua              | Sembrancher                      |      | Feldwegbrücke                                                                                           | Balkenbrücke                           | Holz        | 22         | 658          | - Allgemeines Fahrverbot |
|      | Route du Grand-Saint-Bernard-Brücke           | Bovernier                        |      | Strassenbrücke (dreispurig) N21                                                                         | Balkenbrücke                           | Beton       | 87         | 612          | - Die Brücke ersetzte einen Übergang, der im Inventar historischer Verkehrswege der Schweiz (IVS) aufgeführt ist. - Höchstgeschwindigkeit 80 km/h - TMR-Buslinie 211 (Martigny – Aosta) |
|      | TMR-Brücke                                    | Bovernier                        |      | Eisenbahnbrücke (eingleisig)                                                                            | Balkenbrücke                           | Beton       | 62         | 612          | - Die Brücke wurde 1989 erbaut. - Höchstgeschwindigkeit 60 km/h - Bahnstrecke Sembrancher–Orsières - Das Bauwerk überquert auch die Route de la Dranse. |
|      | Route des Vignes-Brücke                       | Bovernier                        |      | Strassenbrücke (zweispurig)                                                                             | Balkenbrücke                           | Beton       | 28         | 603          | - Maximale Tragfähigkeit: 16 t - Höchstgeschwindigkeit 50 km/h - Wanderweg |
|      | Brücke bei Le Bougan                          | Bovernier                        |      | Fussgängerbrücke                                                                                        | Balkenbrücke                           | Beton       | 33         | 597          | - Wanderweg |
|      | Borgeaud-Brücke                               | Martigny-Croix − Chemin          |      | Fussgängerbrücke                                                                                        | Hängebrücke                            | Stahl       | 34         | 559          | - Die 10 m hohe Brücke ersetzte eine offene Holzbrücke von 2002, die 2006 vom Hochwasser weggerissen wurde. - Wanderland-Route 70 Via Francigena (Etappe 8 Martigny – Orsières) |
|      | TMR-Brücke                                    | Martigny-Croix − Chemin          |      | Eisenbahnbrücke (eingleisig)                                                                            | Balkenbrücke                           | Beton       | 62         | 559          | - Höchstgeschwindigkeit 60 km/h - Bahnstrecke Sembrancher–Orsières |
|      | Avenue du Grand Saint-Bernard-Brücke          | Martigny-Croix − Martigny        |      | Strassenbrücke (dreispurig) mit Trottoirs 203                                                           | Balkenbrücke                           | Beton       | 33         | 492          | - Die Brücken wurde 1921 (flussabwärts) und 1968 (flussaufwärts) erbaut. - Höchstgeschwindigkeit 50 km/h - Stadtbus-Buslinie 201 (Martigny, gare – Martigny-Croix) - PostAuto-Buslinien 213 (Martigny – Trient – Le Châtelard) und 214 (Martigny – Ravoire) - Wanderweg |
|      | Brücke beim Stade de la Gare de Croix         | Martigny-Croix − Martigny        |      | Fussgängerbrücke                                                                                        | Fachwerkbrücke                         | Stahl       | 22         | 491          | |
|      | A21-Brücke                                    | Martigny-Croix − Martigny        |      | Strassenbrücke (zweispurig)                                                                             | Balkenbrücke                           | Stahl       | 22         | 489          | - Höchstgeschwindigkeit 80 km/h |
|      | Rohrleitungsbrücke mit Fusssteg bei Le Bourg  | Martigny-Croix − Martigny        |      | Rohrleitungsbrücke Fussgänger- und Velobrücke                                                           | Balkenbrücke                           | Stahl       | 20         | 487          | - Fahrverbot für Motorwagen, Motorräder und Motorfahrräder - Maximum 20 Personen - Maximale Belastung 200 kg/m² - Die Ölleitung Oléoduc du Rhône führt über die Brücke. |
|      | Rohrleitungsbrücke bei Le Bourg               | Martigny-Croix − Martigny        |      | Rohrleitungsbrücke                                                                                      | Balkenbrücke                           | Stahl       | 20         | 486          | |
|      | Bourrigne-Brücke                              | Martigny                         |      | Fussgängerbrücke                                                                                        | Gedeckte Brücke Sprengwerk             | Holz        | 25         | 483          | - Die Brücke wurde 1948 erbaut. |
|      | Messstationsteg Rossettan                     | Martigny                         |      | Fussgängerbrücke                                                                                        | Balkenbrücke                           | Stahl       | 25         | 478          | - Beim Steg befindet sich die hydrometrische Messstation Drance - Martigny, Pont de Rossettan des Bundesamts für Umwelt (BAFU). |
|      | Rossettan-Brücke                              | Martigny                         |      | Strassenbrücke (einspurig)                                                                              | Balkenbrücke                           | Stahl       | 25         | 478          | - Fahrverbot für Motorwagen, Motorräder und Motorfahrräder: Anwohner gestattet |
|      | Brücke bei Manoir                             | Martigny                         |      | Fussgängerbrücke mit Rohrleitung an der Brückenwand                                                     | Bogenbrücke mit obenliegender Fahrbahn | Stahl       | 25         | 473          | |
|      | Brücke bei En Berguerod                       | Martigny                         |      | Strassenbrücke (zweispurig)                                                                             | Balkenbrücke                           | Stahl       | 27         | 472          | |
|      | Bâtiaz-Brücke                                 | Martigny                         |      | Strassenbrücke (zweispurig) mit abgetrennten Trottoirs                                                  | Gedeckte Brücke Stabpolygon            | Holz        | 27         | 472          | - Die im Inventar historischer Verkehrswege der Schweiz (IVS) aufgeführte Brücke wurde 1829 erbaut. - Sie ersetzte einen Übergang von 1368, der bei Hochwasser 1818 zerstört wurde. - Die Brücke wurde 1920 konsolidiert. - Das Bauwerk ist ein Kulturgut von regionaler Bedeutung. - Maximale Tragfähigkeit: 3,5 t - Höchsthöhe: 3,5 m - Begegnungszone: Höchstgeschwindigkeit 20 km/h - Wanderland-Route 70 Via Francigena (Etappe 7 St-Maurice – Martigny) - Das Gebiet südwestlich der Brücke ist im Bundesinventar der Trockenwiesen und -weiden von nationaler Bedeutung verzeichnet. |
|      | Rue du Léman-Brücke                           | Martigny                         |      | Strassenbrücke (zweispurig) mit Velostreifenmarkierung, Trottoirs und Rohrleitungen an der Brückenwand  | Balkenbrücke                           | Beton       | 33         | 470          | - Die Brücke wurde 1960 erbaut. - Höchstgeschwindigkeit 50 km/h - PostAuto-Buslinie 220 (Evionnaz – Collonges – Dorénaz – Vernayaz – Martigny) |
|      | MC-Brücke                                     | Martigny                         |      | Eisenbahnbrücke (eingleisig)                                                                            | Fachwerkbrücke                         | Stahl       | 29         | 469          | - Höchstgeschwindigkeit 25 km/h - Bahnstrecke Martigny – Châtelard - Die meterspurige Bahnstrecke mit Zahnstangenabschnitten wurde 1906 eröffnet. - Die Strecke des Mont-Blanc Express wird von der Transports de Martigny et Régions (TMR) betrieben. - Das Bauwerk überquert auch die Rue des Follaterres. |
|      | SBB-Brücke                                    | Martigny                         |      | Eisenbahnbrücke (zweigleisig)                                                                           | Balkenbrücke                           | Stahl       | 29         | 469          | - Höchstgeschwindigkeit 135 km/h - Bahnstrecke Lausanne – Brig - Der Bahnstreckenabschnitt Les Paluds – Martigny wurde 1859 eröffnet. - Die Bahnstrecke wird von der SBB betrieben. - Das Bauwerk überquert auch die Rue des Follaterres. |
|      | Brücke bei Prés du Moulin                     | Martigny                         |      | Fussgängerbrücke mit Rohrleitungen für Trinkwasser                                                      | Schrägseilbrücke                       | Beton Stahl | 26         | 468          | - Die Brücke wurde 2019 erbaut. - Sie ersetzte eine hölzerne Hängebrücke von 1982. - Wanderweg |
|      | Brücke bei La Praille                         | Martigny                         |      | Fussgänger- und Velobrücke mit Rohrleitungen unterhalb der Fahrbahn                                     | Bogenbrücke                            | Stahl       | 40         | 466          | - Die Stabbogenbrücke wurde 2011 erbaut. - Das Bauwerk überquert auch die Rue des Follaterres. |
|      | D'Ottan-Brücke                                | Martigny                         |      | Strassenbrücke (zweispurig) mit Velostreifenmarkierungen, Trottoir und Rohrleitungen an der Brückenwand | Balkenbrücke                           | Beton       | 66         | 463          | - Die Brücke wurde 2010/11 erbaut. - Höchstgeschwindigkeit 50 km/h - Das Bauwerk überquert auch die Rue des Follaterres. |
|      | Coude du Rhône-Brücke                         | Martigny                         |      | Strassenbrücke (zweispurig) mit Rohrleitung an der Brückenwand                                          | Balkenbrücke                           | Beton       | 35         | 460          | - Höchstgeschwindigkeit 50 km/h - Skatingland-Route 2 Rhône Skate (Etappe 4 Martigny – Aigle) - Veloland-Route 1 Rhone-Route (Etappe 5 Martigny – Montreux) |
|      | A9-Brücke                                     | Martigny                         |      | Autobahnbrücke (vierspurig) mit Pannenstreifen                                                          | Balkenbrücke                           | Beton       | 150        | 458          | - Höchstgeschwindigkeit 120 km/h |
|      | Brücke bei Courtis Vieux                      | Martigny                         |      | Feldwegbrücke                                                                                           | Fachwerkbrücke                         | Stahl       | 37         | 456          | - Maximale Tragfähigkeit: 5 t - Wanderweg |